# Neustädter See I (Sachsen-Anhalt)
Der Neustädter See I ist ein See im Magdeburger Stadtteil Neustädter See.

## Beschreibung

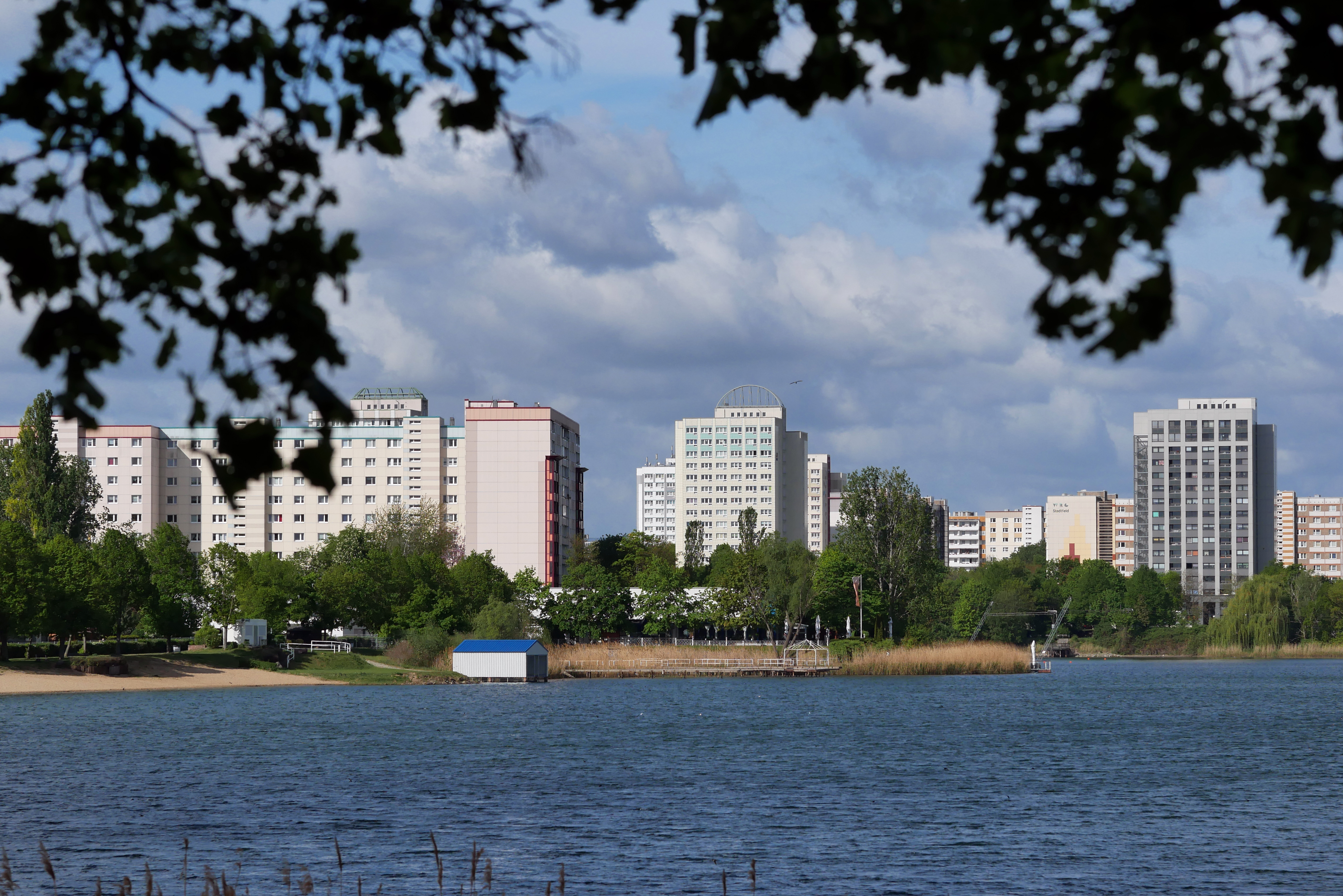
Uferbebauung des Neustädter Sees

Der See hat eine Größe von 60 Hektar und wird durch Grundwasser gespeist. Die Tiefe beträgt an der tiefsten Stelle sechs Meter. Im auch als Angelgewässer genutzten See kommen Barsch, Hecht und Aal vor. Insgesamt sind es bis zu 10 gemeldete Fischarten. In der wärmeren Jahreszeit wird der Neustädter See stark als Badesee genutzt, es existiert außerdem eine Wasserskianlage. Am Südufer besteht eine Badeanstalt, am Ostufer eine FKK-Badeanstalt.
Seine Entstehung verdankt der See dem hier erfolgten Kiesabbau. Insbesondere in der Zeit der DDR wurden hier große Mengen Kies, zum Wiederaufbau Magdeburgs nach den Zerstörungen des Zweiten Weltkrieges und zur Errichtung des benachbarten Wohngebietes Magdeburg-Neustädter See, abgebaut. 1975 wurde das Naherholungszentrum am Südufer des Sees offiziell eröffnet.